# Voight Nunatak
Voight Nunatak är en nunatak i Antarktis. Den ligger i Västantarktis. Argentina, Chile och Storbritannien gör anspråk på området. Toppen på Voight Nunatak är 1 500 meter över havet.
Terrängen runt Voight Nunatak är platt åt sydost, men åt nordväst är den kuperad. Terrängen runt Voight Nunatak sluttar norrut. Trakten är obefolkad. Det finns inga samhällen i närheten. 